# Петралинци
Петралинци (мкд. Петралинци) су насеље у Северној Македонији, у југоисточном делу државе. Петралинци су у саставу општине Босилово.

## Географија
Петралинци су смештени у југоисточном делу Северне Македоније. Од најближег града, Струмице, насеље је удаљено 8 km североисточно.
Насеље Петралинци се налази у области Струмица, у средишњем делу плодног Струмичког поља. Јужно од Петралинаца протиче река Струмица. Петралинци се налазе на приближно 220 метара надморске висине.
Локална клима је припада блажем облику континенталне, а због близине Егејског мора приметни су утицаји медитеранске климе.

## Становништво
Петралинци су према последњем попису из 2021. године имала 478 становника.
| Национални састав према попису из 2021.‍ | Национални састав према попису из 2021.‍ | Национални састав према попису из 2021.‍ | Национални састав према попису из 2021.‍ | Национални састав према попису из 2021.‍ |
| --------------------------------------- | --------------------------------------- | --------------------------------------- | --------------------------------------- | --------------------------------------- |
|                                         |                                         |                                         |                                         |                                         |
| Македонци                               | Македонци                               |                                         | 417                                     | 87,2%                                   |
| непописани                              | непописани                              |                                         | 58                                      | 12,1%                                   |

Претежна вероисповест месног становништва је православље, мањинска гркокатолицизам.